# WTA-toernooi van Tallinn
Het WTA-toernooi van Tallinn is een jaarlijks terugkerend tennistoernooi voor vrouwen dat wordt georganiseerd in de Estische hoofdstad Tallinn. De officiële naam van het toernooi is Tallinn Open.
De WTA organiseert het toernooi, dat in de categorie "WTA 250" valt en wordt gespeeld op de hardcourtbinnenbanen van het Forus Tennis Centre in de wijk Tondi.
De eerste editie vond plaats in 2022, waarbij de thuisspeelster Anett Kontaveit in de eindstrijd werd uitgeschakeld door de Tsjechische Barbora Krejčíková.

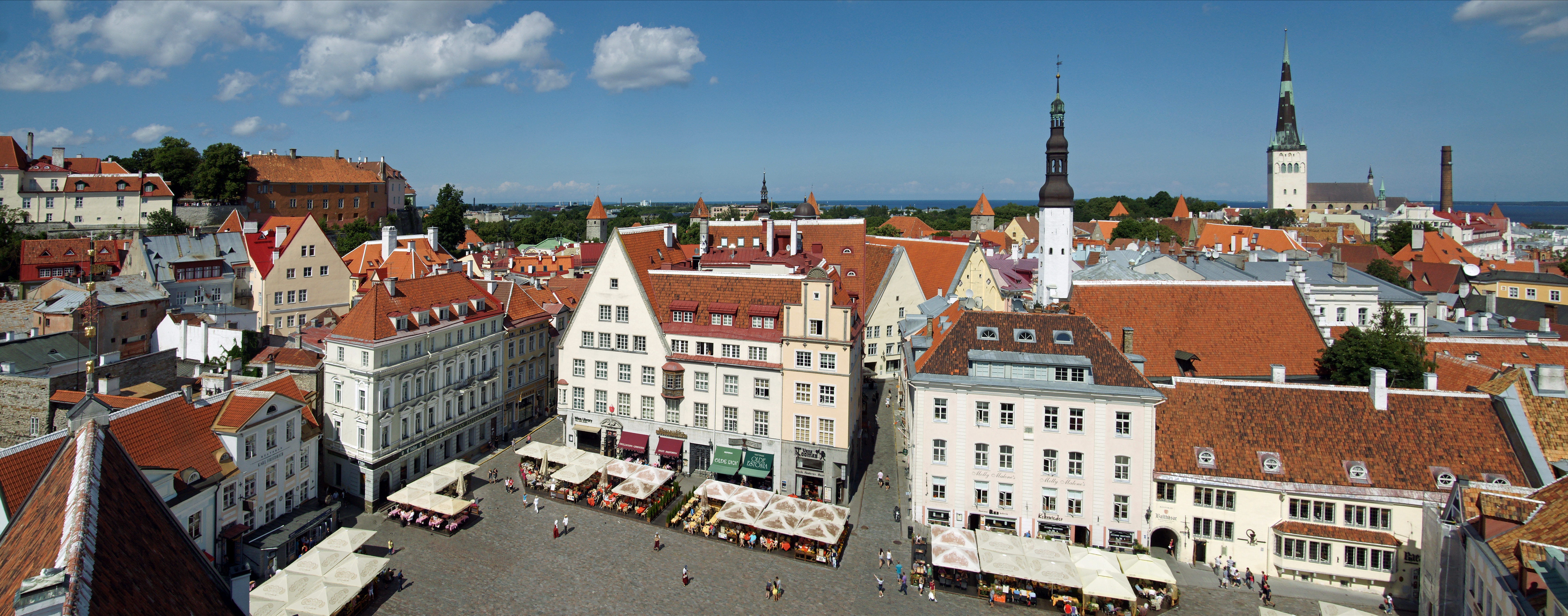
Stadhuisplein in Tallinn

## Finales

### Enkelspel
| Datum      | Naam         | Cat.    | ($)     | Ondergrond        | Winnares           | Verliezend finaliste | Uitslag  |         |
| ---------- | ------------ | ------- | ------- | ----------------- | ------------------ | -------------------- | -------- | ------- |
| 2022-09-26 | Tallinn Open | WTA 250 | 251.750 | hardcourt, binnen | Barbora Krejčíková | Anett Kontaveit      | 6-2, 6-3 | details |

### Dubbelspel
| Datum      | Naam         | Cat.    | ($)     | Ondergrond        | Winnaressen                          | Verliezend finalistes                    | Uitslag          |         |
| ---------- | ------------ | ------- | ------- | ----------------- | ------------------------------------ | ---------------------------------------- | ---------------- | ------- |
| 2022-09-26 | Tallinn Open | WTA 250 | 251.750 | hardcourt, binnen | Ljoedmyla Kitsjenok Nadija Kitsjenok | Nicole Melichar-Martinez Laura Siegemund | 7-5, 4-6, [10-7] | details |